# Pen Sovan
Pen Sovan (Provincia di Takéo, 15 aprile 1936 – Provincia di Takéo, 29 ottobre 2016) è stato un politico cambogiano.

## Biografia
Con l'invasione vietnamita della Cambogia del 1979, che rovesciò il governo di Pol Pot, Pen divenne primo ministro della neonata Repubblica Popolare della Kampuchea, controllata dal Vietnam, dal 27 giugno al 5 dicembre 1981.
L'incarico più importante di Pen fu comunque quello di primo segretario (1979-1981), poi di segretario generale del Partito Popolare Cambogiano dal maggio al 5 dicembre 1981, quando ufficialmente si recò in Vietnam per "riposo", ma con ogni probabilità epurato per il suo scarso sostegno dell'occupazione.
| Controllo di autorità | VIAF (EN) 189674850 |